# Samedan
Samedan és un municipi del cantó dels Grisons (Suïssa), situat al districte de Maloja.

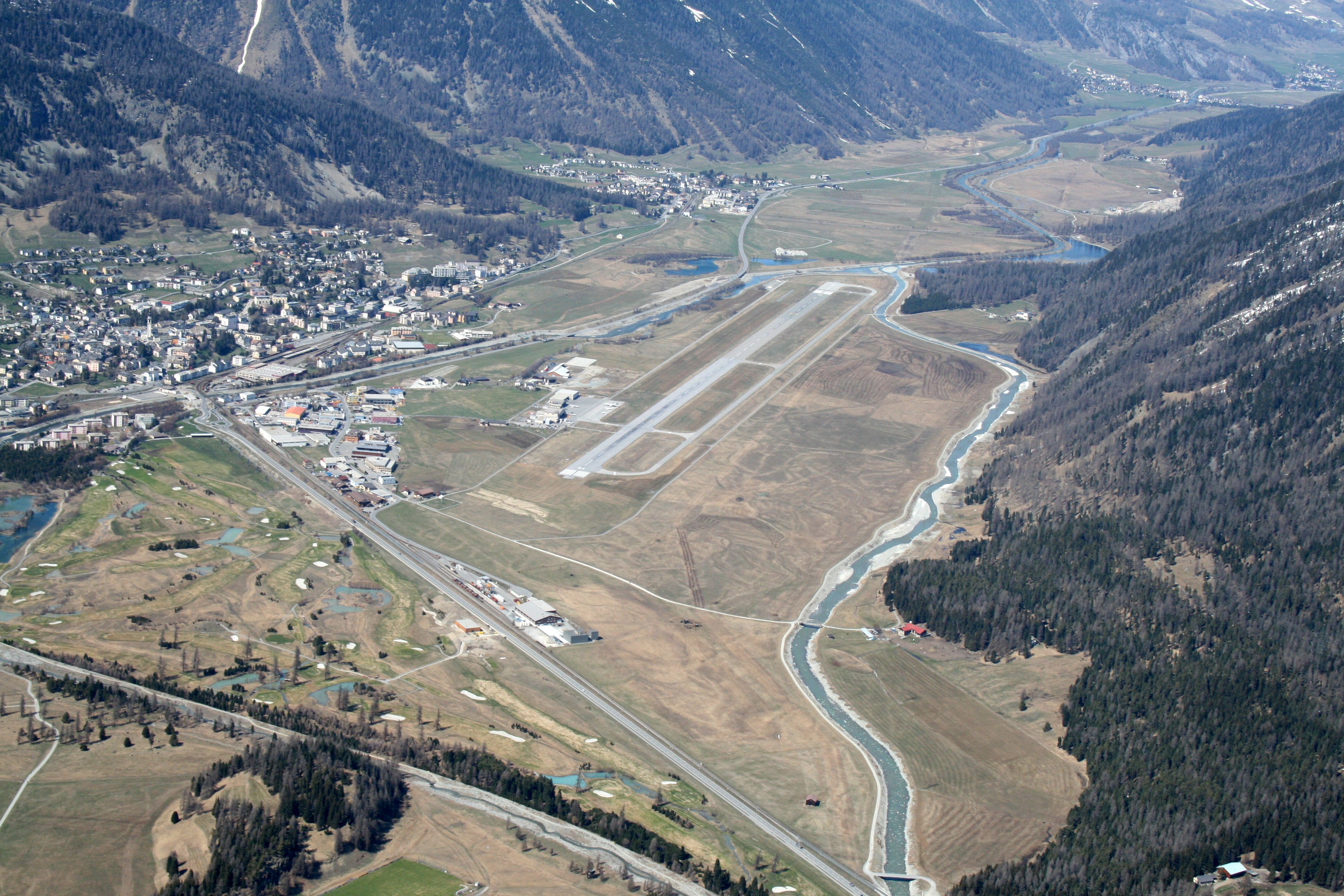
Vista general amb l'aeroport